# Misionerita
«Misionerita» es la canción oficial de la provincia de Misiones, Argentina.

## Historia
Es una galopa escrita por Lucas Braulio Areco entre 1943 y 1958, año donde fue estrenada en Posadas en un dúo de piano y guitarra junto a Ariel Ramírez. Desde el 23 de junio de 2000 por Decreto Nº 813, firmado por el gobernador Carlos Rovira, es la "Canción Oficial de Misiones". En 2002, el decreto se convirtió en ley por la Cámara de Representantes de la Provincia de Misiones.
Según el decreto, su entonación es obligatoria en todos los establecimientos escolares dependientes del gobierno provincial y en todo acto oficial después del Himno Nacional Argentino. También indica que su aprendizaje y difusión en las escuelas provinciales es obligatoria, estableciendo la provisión de la letra, grabaciones y partituras musicales por parte de las autoridades.
Misionerita ha adquirido notable repercusión en la década de 1960, siendo grabada por: Ariel Ramírez, Ramona Galarza, Ginette Acevedo (en Chile), Raúl Barboza, Waldo Belloso, Jovita Díaz, Vanina Rivarola Grupo y Jorge Cardoso, el maestro franco-español J. Francisco Ortiz, el neerlandés Alex Winia y el costarricense Roberto Ortiz Monestal. Ha tenido difusión en emisoras de Europa y Medio Oriente.
El músico de chamamé Arturo Lalo Doretto se ha expresado en contra de la elección de Misionerita, diciendo que es una polca paraguaya y que optaba por la canción Misionero y Guaraní de Alcibíades Alarcón.

## Letra deMisionerita
Misionerita
Bajo un hermoso y dulce cielo guaraní
reluce eterna la aurora feliz.
En la esmeralda de tu selva como el mar,
hay cien caminos de un mágico rubí.
Bajan las aguas del gran río elemental,
sobre su flanco, maduró el sol.
Sangra vibrante el corazón de la espesura,
es un misterio impenetrable, en la noche azul.

¡Misionerita! un corazón te canta,
endecha tierna de rendido amor.
En el homenaje, a tu heroica tierra,
llevo el acento de mi corazón.
Tiembla en mi pecho, de tu voz el canto,
con voz de guitarras la dulce ilusión.
¡Es hechizo que regalas a los vientos
que te arrullan con ternura, en su esplendor!
¡Es hechizo que regalas a los vientos
que te arrullan con ternura, en su esplendor!